# Catherine Zins
Catherine Zins est une monteuse et réalisatrice française française.

## Biographie
Catherine Zins a travaillé comme monteuse pour de nombreux documentaires.
Elle a réalisé quelques courts métrages.
Elle codirige le département « Montage » de la Fémis.

## Filmographie partielle

### Coscénariste
- 1978 : En l'autre bord de Jérôme Kanapa

### Monteuse
- 1978 : En l'autre bord de Jérôme Kanapa
- 1986 : Les Petits Coins, court métrage de Pascal Aubier
- 1987 : L'Homme qui n'était pas là de René Féret
- 1988 : Hôtel Terminus de Marcel Ophüls
- 1995 : État des lieux de Jean-François Richet
- 2000 : Ça, c'est vraiment toi de Claire Simon
- 2003 : Dix-sept ans de Didier Nion
- 2007 : Kigali, des images contre un massacre de Jean-Christophe Klotz
- 2010 : Cavaliers seuls de Delphine Gleize et Jean Rochefort
- 2014 : Stalingrad Lovers de Fleur Albert
- 2014 : Parce que j'étais peintre de Christophe Cognet
- 2019 : Beau joueur de Delphine Gleize

### Réalisatrice
- 1995 : Soto
- 1995 : La Restitution

### Assistante réalisatrice
- 1975 : C'est dur pour tout le monde de Christian Gion